# 广东石斛
广东石斛（学名：Dendrobium wilsonii），为兰科石斛属下的一个植物种。